# Europejski Festiwal Lekkoatletyczny 2009
9. Europejski Festiwal Lekkoatletyczny  Enea Cup – mityng lekkoatletyczny, który odbył się w Bydgoszczy 10 czerwca 2009 roku. Areną zmagań sportowców był Bydgoski Stadion Miejski usytuowany w kompleksie sportowym "Zawisza". Wśród uczestników zawodów znalazło się wiele gwiazd światowej lekkoatletyki m.in. Tomasz Majewski, Kim Collins czy Primož Kozmus. Impreza zaliczana jest do cyklu World Athletics Tour i posiada rangę Area Permit Meetings. 

## Rezultaty

### Mężczyźni
| Konkurencja           | 1. miejsce                              | 1. miejsce | 2. miejsce                       | 2. miejsce | 3. miejsce                    | 3. miejsce |
| --------------------- | --------------------------------------- | ---------- | -------------------------------- | ---------- | ----------------------------- | ---------- |
| 100 m                 | Kim Collins · Saint Kitts i Nevis       | 10,48      | Paul Hession · Irlandia          | 10,55      | Roberto Donati · Włochy       | 10,63      |
| 200 m                 | Paul Hession · Irlandia                 | 20,73      | Brian Dzingai · Zimbabwe         | 20,83      | Kristof Beyens · Belgia       | 20,87      |
| 800 m                 | Marcin Lewandowski · Polska             | 1:46,04    | Adam Kszczot · Polska            | 1:46,43    | Jakub Holuša · Czechy         | 1:47,30    |
| 3000 m z przeszkodami | Tareq Mubarak Taher · Bahrajn           | 8:14,02    | Elijah Chelimo · Kenia           | 8:15,00    | Richard Matelong · Kenia      | 8:17,18    |
| 110 m przez płotki    | David Payne · Stany Zjednoczone         | 13,30      | Dexter Faulk · Stany Zjednoczone | 13,32      | Dwight Thomas · Jamajka       | 13,57      |
| 400 m przez płotki    | Louis Jacob van Zyl · Południowa Afryka | 48,71      | David Greene · Wielka Brytania   | 48,71      | Danny McFarlane · Jamajka     | 48,80      |
| Skok o tyczce         | Łukasz Michalski · Polska               | 5,71       | Igor Pawłow · Rosja              | 5,56       | Leonid Andriejew · Uzbekistan | 5,56       |
| Pchnięcie kulą        | Tomasz Majewski · Polska ·              | 21,09      | Reese Hoffa · Stany Zjednoczone  | 20,77      | Paweł Sofin · Rosja           | 20,18      |
| Rzut dyskiem          | Gerd Kanter · Estonia                   | 66,20      | Piotr Małachowski · Polska       | 66,02      | Robert Harting · Niemcy       | 64,62      |
| Rzut młotem           | Krisztián Pars · Węgry                  | 80,19      | Primož Kozmus · Słowenia         | 79,94      | Dilszod Nazarow · Tadżykistan | 77,27      |

### Kobiety
| Konkurencja           | 1. miejsce                                                    | 1. miejsce | 2. miejsce                                                    | 2. miejsce | 3. miejsce                              | 3. miejsce |
| --------------------- | ------------------------------------------------------------- | ---------- | ------------------------------------------------------------- | ---------- | --------------------------------------- | ---------- |
| 100 m                 | LaVerne Jones-Ferrette · Wyspy Dziewicze Stanów Zjednoczonych | 11,50      | Cydonie Mothersille-Modibo · Kajmany                          | 11,72      | Joice Maduaka · Wielka Brytania         | 11,79      |
| 200 m                 | Stephanie Durst · Stany Zjednoczone                           | 22,85      | LaVerne Jones-Ferrette · Wyspy Dziewicze Stanów Zjednoczonych | 23,08      | Cydonie Mothersille-Modibo · Kajmany    | 23,36      |
| 800 m                 | Swietłana Kluka · Rosja                                       | 2:01,22    | Tamara Twerdostup · Ukraina                                   | 2:01,32    | Irina Krakoviak · Litwa                 | 2:01,50    |
| 3000 m z przeszkodami | Julia Zarudniewa-Iwanowa · Rosja                              | 9:23,23    | Ruth Bosibori · Kenia                                         | 9:25,37    | Halima Hassen · Etiopia                 | 9:36,86    |
| 100 m przez płotki    | Michelle Perry · Stany Zjednoczone                            | 12,86      | Lacena Golding-Clark · Jamajka                                | 13,07      | Danielle Carruthers · Stany Zjednoczone | 13,18      |
| 400 m przez płotki    | Anastasija Rabczeniuk · Ukraina                               | 55,41      | Anna Jesień · Polska                                          | 55,67      | Irina Obiedina · Rosja                  | 56,60      |
| Skok wzwyż            | Jelena Slesarienko · Rosja                                    | 1,90       | Karolina Błażej Kamila Stepaniuk Deirde Ryan                  | 1,85       |                                         |            |
| Trójskok              | Anna Piatych · Rosja                                          | 14,41      | Małgorzata Trybańska · Polska                                 | 14,04      | Anastazja Taranowa-Potapowa · Rosja     | 13,77      |